# Questenberg (Südharz)
Questenberg ist ein Ortsteil der Gemeinde Südharz im sachsen-anhaltischen Landkreis Mansfeld-Südharz. Es war Hauptort der 2010 aufgelösten Gemeinde Questenberg. Das Dorf hat 267 Einwohner.

## Geographie

### Geographische Lage
Questenberg liegt im Unterharz im Naturpark Harz. Es befindet sich etwa 12 km westnordwestlich der Kreisstadt Sangerhausen. Durchflossen wird es von der Nasse, einem Zufluss der Leine, und hindurch führt der Karstwanderweg. Nördlich oberhalb der Ortschaft befinden sich auf dem Südhang des steilen Burgbergs Reste (Befestigungsmauern und Turm) der Burg Questenberg.

### Ortsgliederung
Zum Gebiet der ehemaligen Gemeinde Questenberg gehört neben Questenberg das Dorf Agnesdorf, das etwa 2 km westnordwestlich des Kernortes liegt.

## Geschichte
Erste Siedlungsspuren datieren aus dem 5. und 6. Jahrhundert vor Christus.
Der Sanskrit- und Buddhaforscher Rudolf Otto Franke (* 24. Juni 1862 als Müllersohn in Wickerode) besuchte vier Jahre die Volksschule in Questenberg.
Am 1. Januar 2010 schlossen sich die Gemeinden Questenberg, Bennungen, Breitenstein, Breitungen, Dietersdorf, Drebsdorf, Hainrode, Hayn (Harz), Kleinleinungen, Roßla, Rottleberode, Schwenda und Uftrungen zur neuen Gemeinde Südharz zusammen. Gleichzeitig wurde die Verwaltungsgemeinschaft Roßla-Südharz, zu der Questenberg gehörte, aufgelöst.

## Kultur und Sehenswürdigkeiten

### Kirche
Am nördlichen Ortsrand steht auf dem unteren Südhang des Burgbergs die Kirche St. Mariä Geburt, die 1495 erstmals urkundlich erwähnt wurde.

### Queste und Questenfest

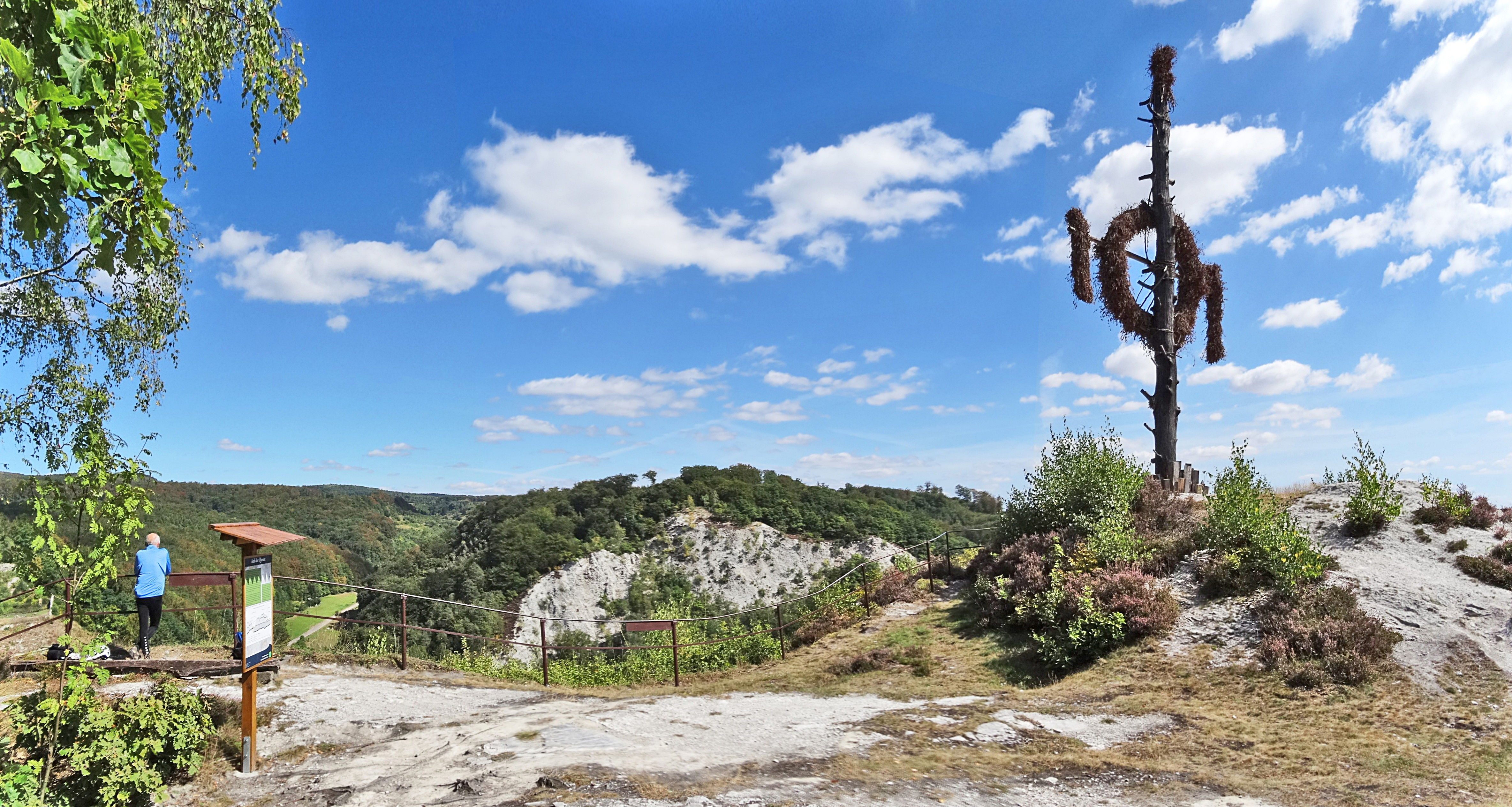
Die Queste

Bekannt ist das Dorf für das jährlich am Pfingstwochenende auf dem westlich des Dorfes gelegenen Questenberg gefeierte Questenfest. Dabei wird am Pfingstmontag zum Sonnenaufgang der Kranz der Queste aus Birken- und Buchengrün mit zwei so genannten Quasten von einem mehrere Meter hohen Eichenstamm abgenommen und zur Nachmittagszeit mit frischem Grün beschmückt wieder heraufgezogen. Vermutet werden dahinter Überbleibsel eines heidnischen Festes zur Sommersonnenwende. Eine andere Sage lässt den Ursprung dieses Festes auf die verlorene und wiedergefundene Tochter des Ritters Knaut auf Questenberg zurückgehen.

### Roland

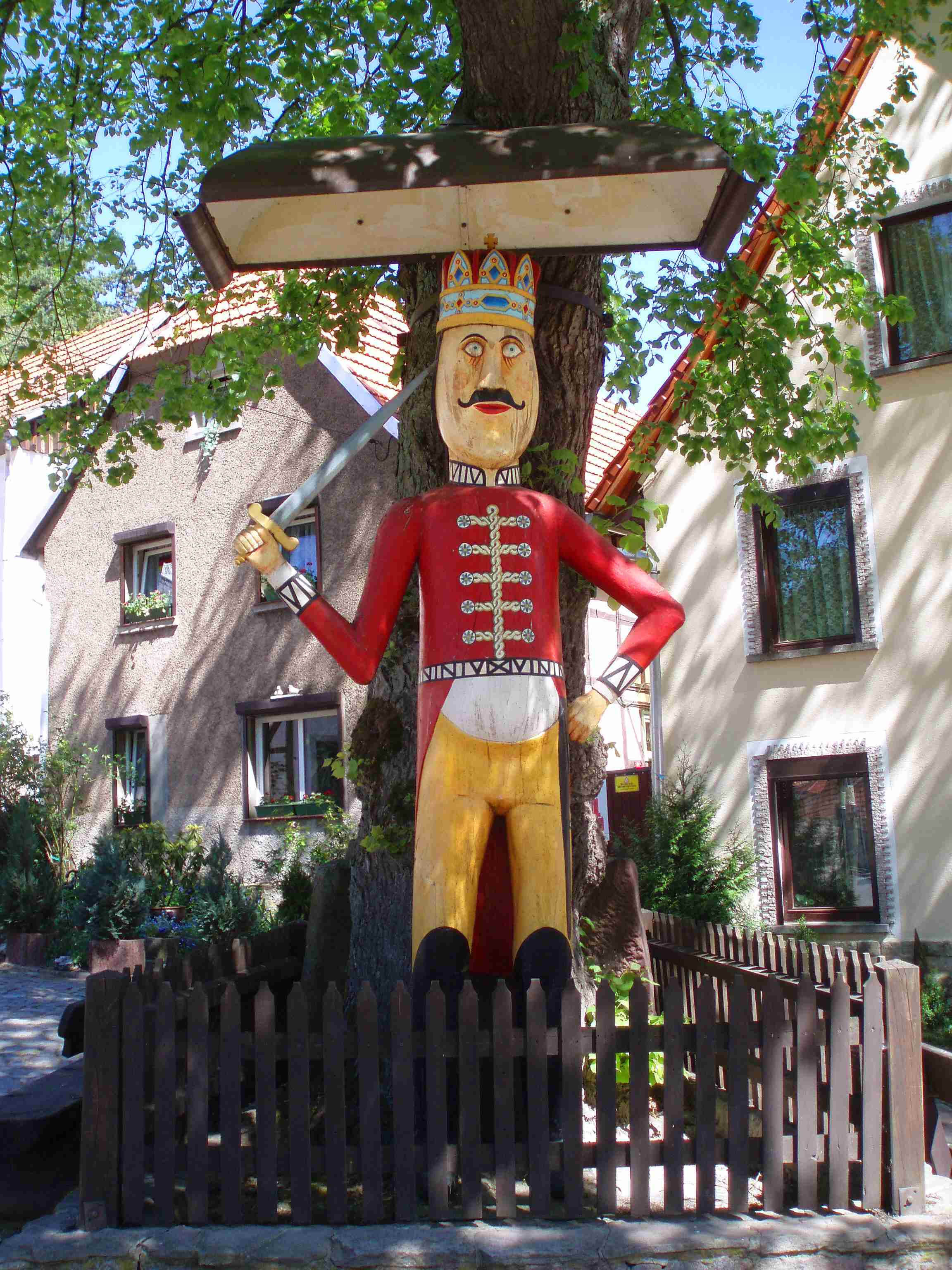
Der Roland

Des Weiteren gibt der Questenberger Roland Anlass zu Spekulationen. Da Questenberg nie ein Ort von größerer Bedeutung war, erscheint eine Rolandstatue hier fehl am Platze. Die Vermutungen reichen von einem Zeichen für Markt- und Münzrecht bis hin zu einer bloßen Kopie des Nordhäuser Rolands, dem der Questenberger im Aussehen entfernt ähnelt.

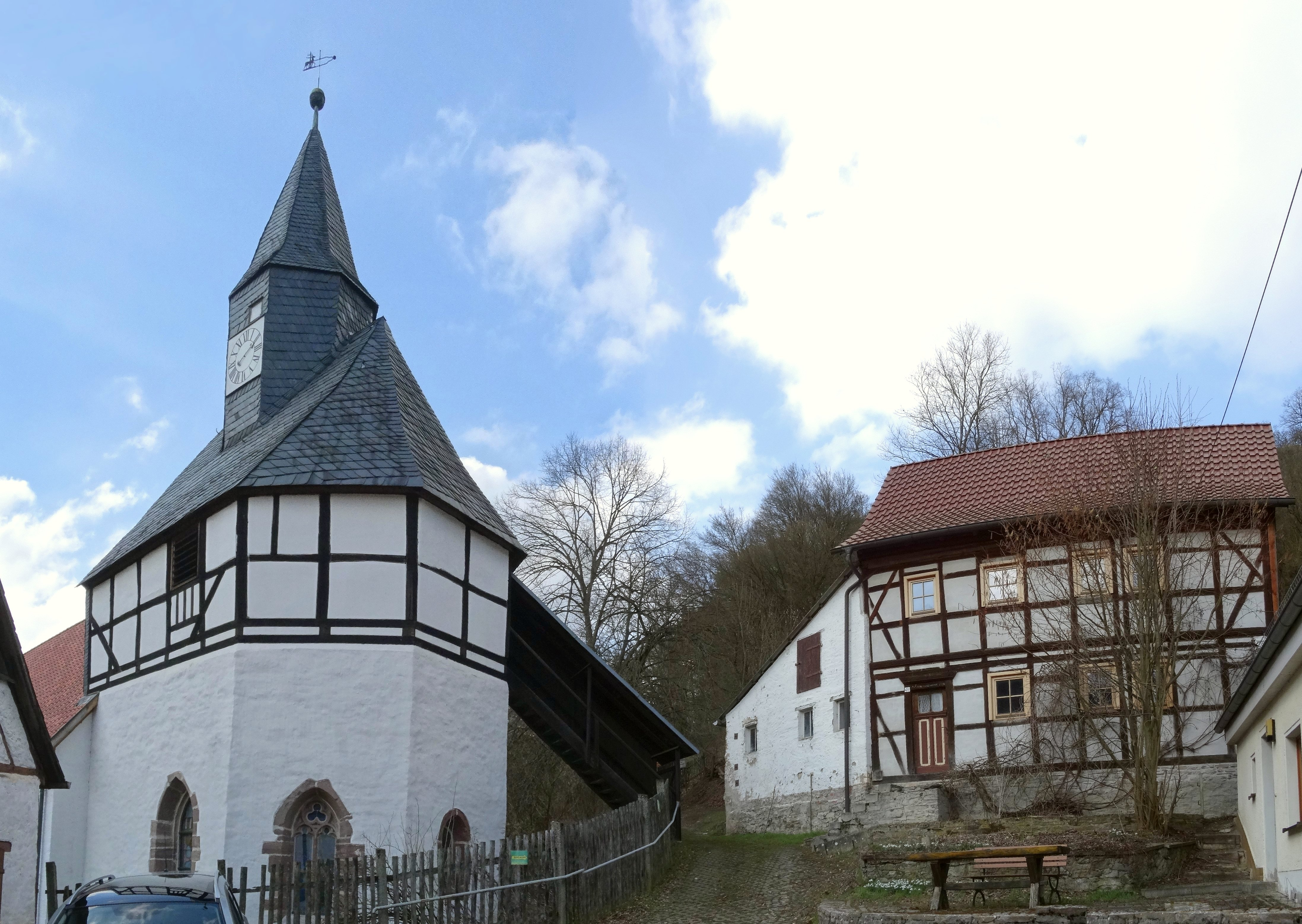
Kirche St. Mariä Geburt
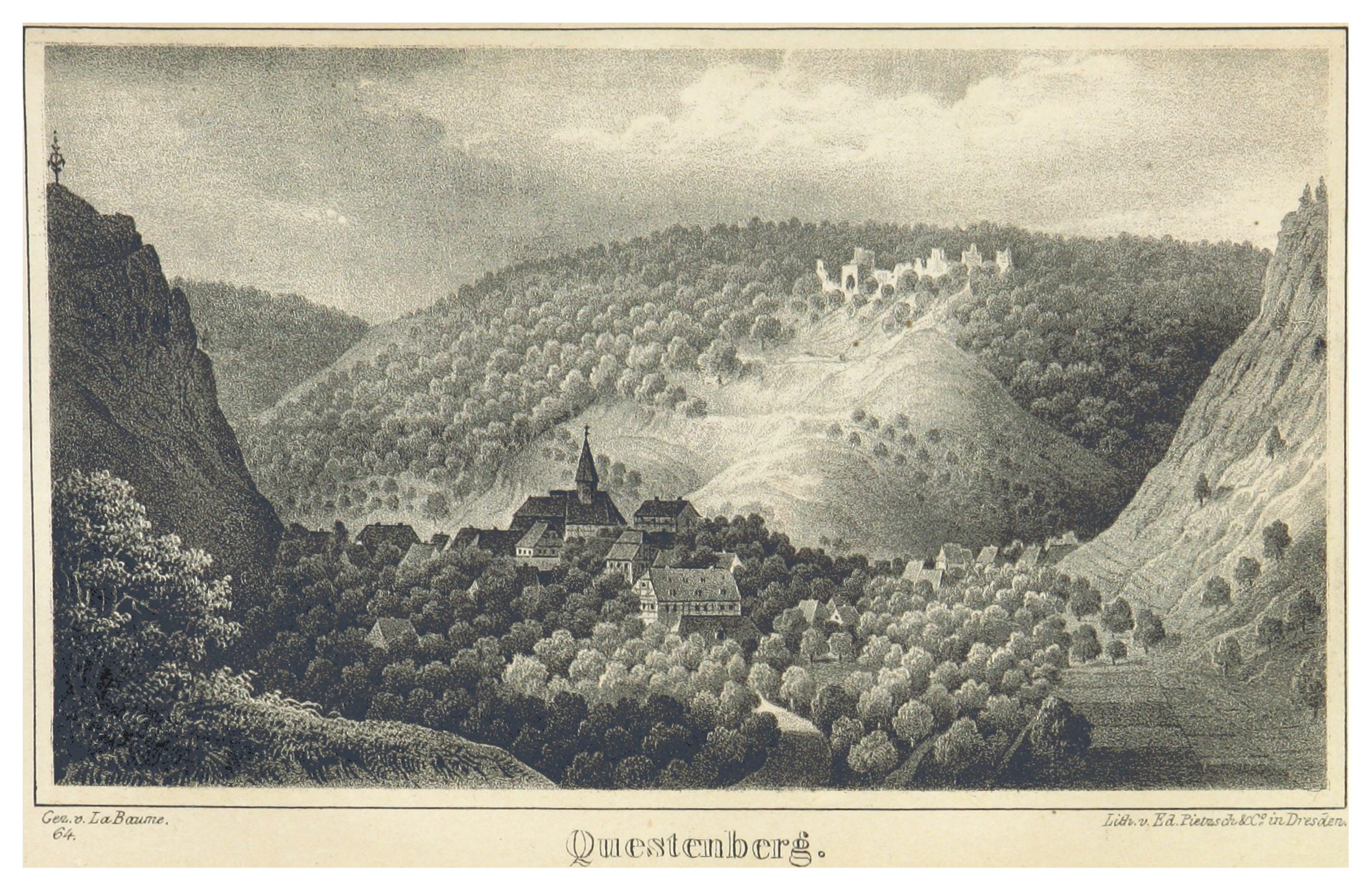
Lithographie: Questenberg (1842)
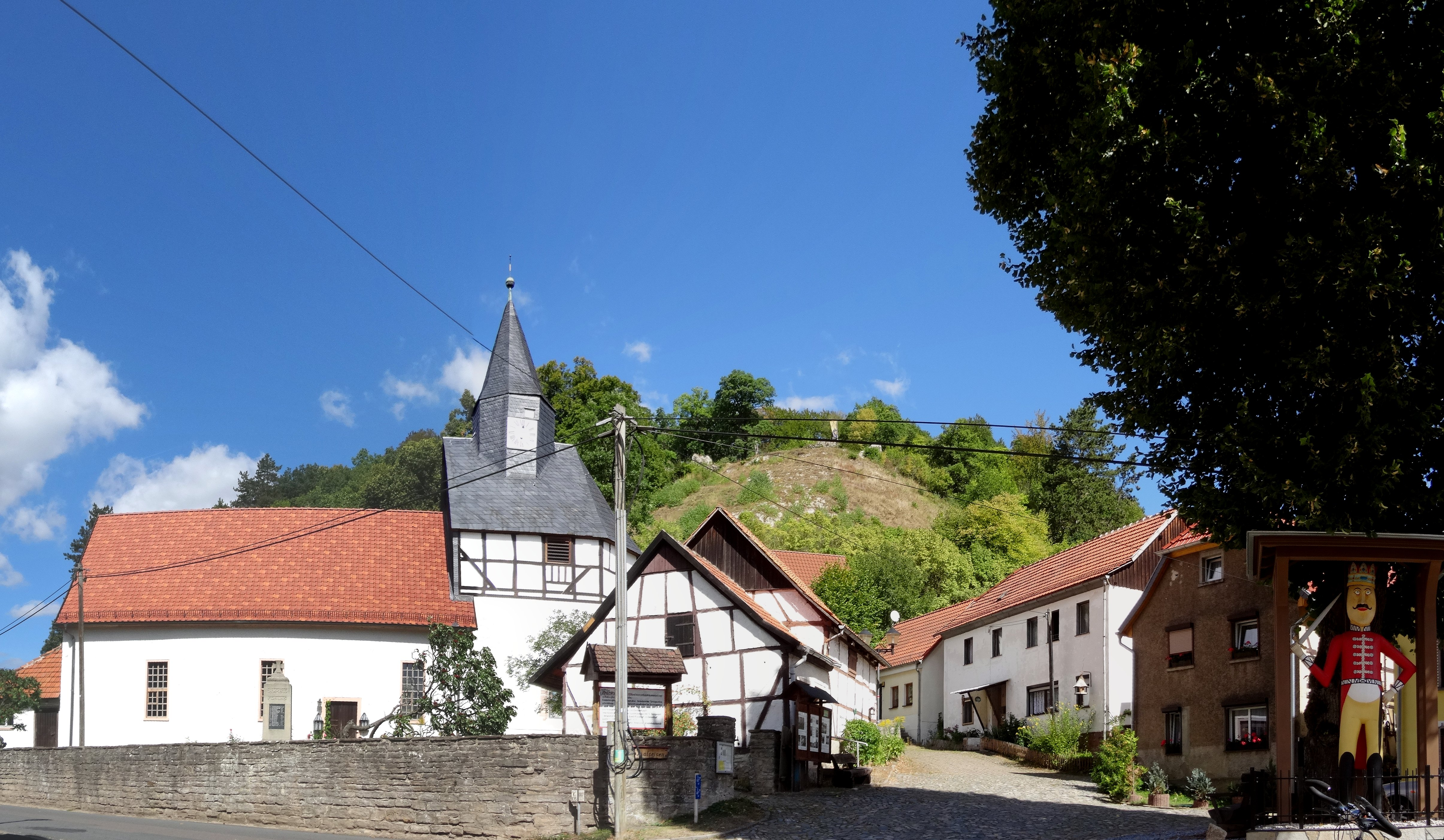
Kirche, Burgruine und Roland
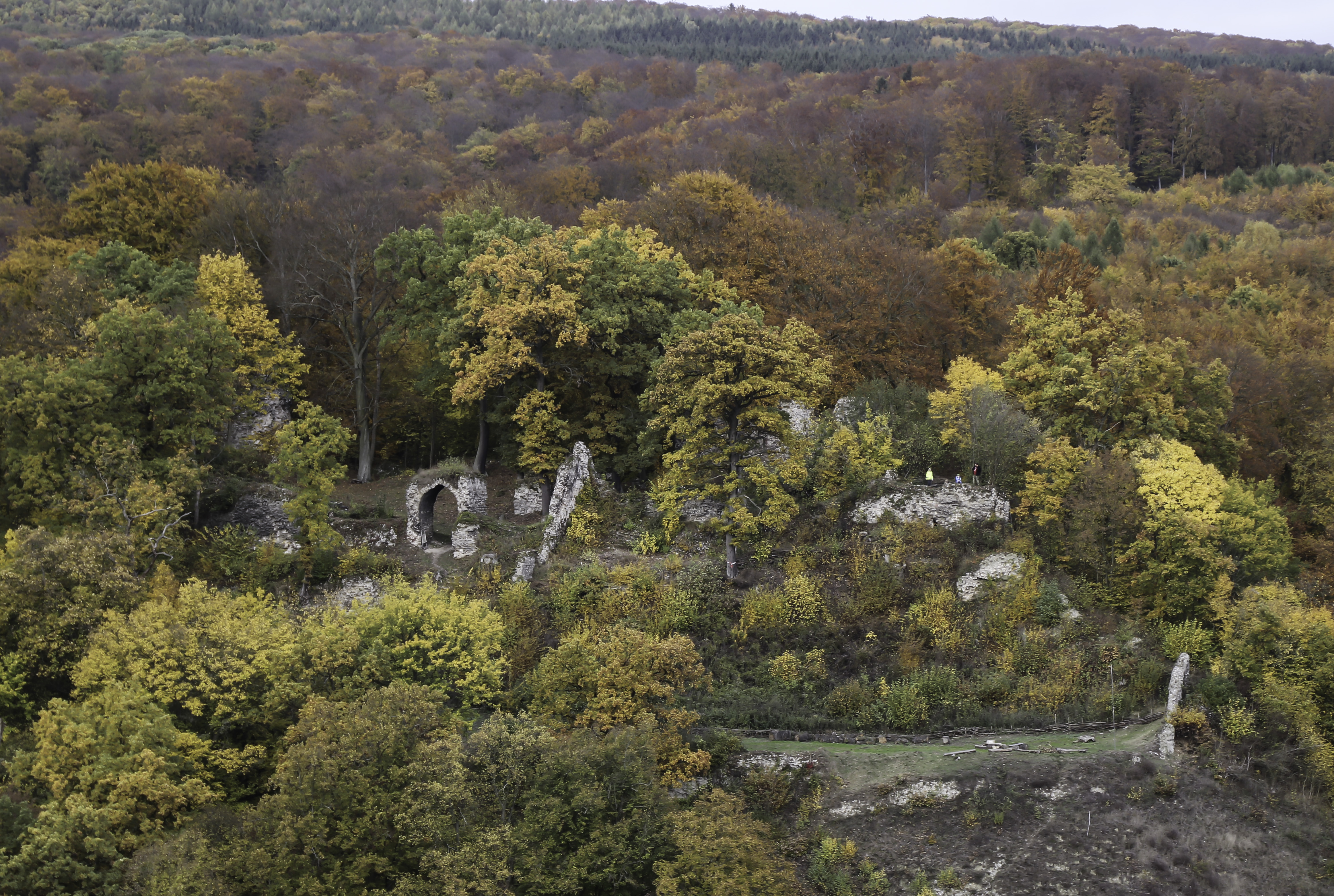
Burgruine Questenberg